# Тьерра-Амарилья (Нью-Мексико)
Тьерра-Амарилья (англ. Tierra Amarilla) — статистически обособленная местность в штате Нью-Мексико (США). Административный центр округа Рио-Арриба. В 2010 году в местности проживали 382 человека.
Тьерра-Амарилья с испанского переводится «жёлтая земля», что относится к залежам глины, расположенным в долине реки Чама.
Поселение Лас-Нутриас, на месте современной местности Тьерра-Амарилья, было основано около 1862 года. В 1866 году был открыт почтовый офис, и он был назван Тьерра-Амарилья. В 1880 году территориальная легислатура сделала поселение окружным центром и официально переименовала его по названию почтового офиса.

## Географическое положение
По данным Бюро переписи населения США деревня имеет площадь 6,97 квадратных километров.

## Население
По данным переписи 2010 года население Тьерра-Амарилья составляло 382 человека (из них 63,1 % мужчин и 36,9 % женщин), в городе было 112 домашних хозяйства и 70 семей. Расовый состав: белые — 65,7 %. 92,7 % имеют латиноамериканское происхождение.
Население деревни по возрастному диапазону по данным переписи 2010 года распределилось следующим образом: 18,3 % — жители младше 18 лет, 5,3 % — между 18 и 21 годами, 62,5 % — от 21 до 65 лет и 13,9 % — в возрасте 65 лет и старше. Средний возраст населения — 38,9 лет. На каждые 100 женщин в Тьерра-Амарилья приходилось 170,9 мужчины, при этом на 100 совершеннолетних женщин приходилось уже 183,6 мужчин сопоставимого возраста.
Из 112 домашних хозяйств 62,5 % представляли собой семьи: 46,4 % совместно проживающих супружеских пар (17,9 % с детьми младше 18 лет); 6,3 % — женщины, проживающие без мужей и 9,8 % — мужчины, проживающие без жён. 37,5 % не имели семьи. В среднем домашнее хозяйство ведут 2,52 человека, а средний размер семьи — 3,23 человека. В одиночестве проживали 33,0 % населения, 12,6 % составляли одинокие пожилые люди (старше 65 лет).

## Экономика
В 2017 году из 723 человек старше 16 лет имели работу 152. При этом мужчины имели медианный доход в 42 031 доллар США в год против 58 750 долларов среднегодового дохода у женщин. В 2017 году средний доход на семью оценивался в 65 776 $, на домашнее хозяйство — в 38 406 $. Доход на душу населения — 12 880 $ в год. 11,8 % от всего числа семей в Тьерра-Амарилья и 27,5 % от всей численности населения находилось на момент переписи за чертой бедности.